# Twixt Love and Fire (film, 1914)
Pour les articles homonymes, voir Twixt Love and Fire et Twixt.
Pour plus de détails, voir Fiche technique et Distribution.
Twixt Love and Fire est un film muet américain réalisé par George Nichols sorti en 1914.

## Fiche technique
Source principale de la fiche technique :
- Titre : Twixt Love and Fire
- Réalisation : George Nichols
- Producteur : Mack Sennett
- Société de production : The Keystone Film Company
- Société de distribution : Mutual Film Corporation
- Pays de production :  États-Unis
- Format : Noir et blanc - 1,37:1 - Format 35 mm
- Langue : film muet intertitres anglais
- Genre : Comédie
- Durée : bobine
- Date de la sortie : 
  - États-Unis : 23 février 1914

## Distribution
Source principale de la distribution :
- Roscoe Arbuckle :
- Peggy Pearce :

## Autour du film
- Il ne faut pas confondre ce film avec son homonyme Twixt Love and Fire réalisé par Henry Lehrman et sorti l'année précédente toujours à la Keystone.